# Ars Technica
Ars Technica (/ˌɑːrz ˈtɛknɪkə/; від лат. — мистецтво технологій), також відомий як Ars — новинний вебсайт про технології, науку, політику та суспільство, створений Кеном Фішером і Джоном Стоуксом у 1998 році. На ньому розповсюджуються новини, відгуки та посібники про комп'ютерне апаратне забезпечення та програмне забезпечення, науку, політику технологій та відеоігри.
Ars Technica перебував у приватній власності до травня 2008 року, коли був проданий Condé Nast Digital, інтернет-підрозділу видавництва Condé Nast Publications. Condé Nast придбала сайт разом з двома іншими за 25 мільйонів доларів і додала його до групи Wired Digital, до якої також входять Wired і, раніше, Reddit. Співробітники здебільшого працюють вдома і мають офіси в Бостоні, Чикаго, Лондоні, Нью-Йорку та Сан-Франциско.
Діяльність Ars Technica фінансується переважно шляхом реклами, а з 2001 року вона пропонує послугу передплати.